# 古来
古来（ふるく）は、茨城県つくば市にある地名。郵便番号は305-0021。当地域の人口は823人（2022年2月1日現在、住民基本台帳調査による。つくば市調べ）。

## 地理
つくば市の東部に位置しており、本古来と島古来という部分からなる。桜川の沖積低地に位置する農村地域であるが、宅地化も進んでいる。北は大（）、南東は吉瀬、南は上ノ室、西は花室、北西は金田（）と接している。東は土浦市矢作（）と接している。2015年10月1日時点の面積は921,096平方メートル (0.921096 km2)である。

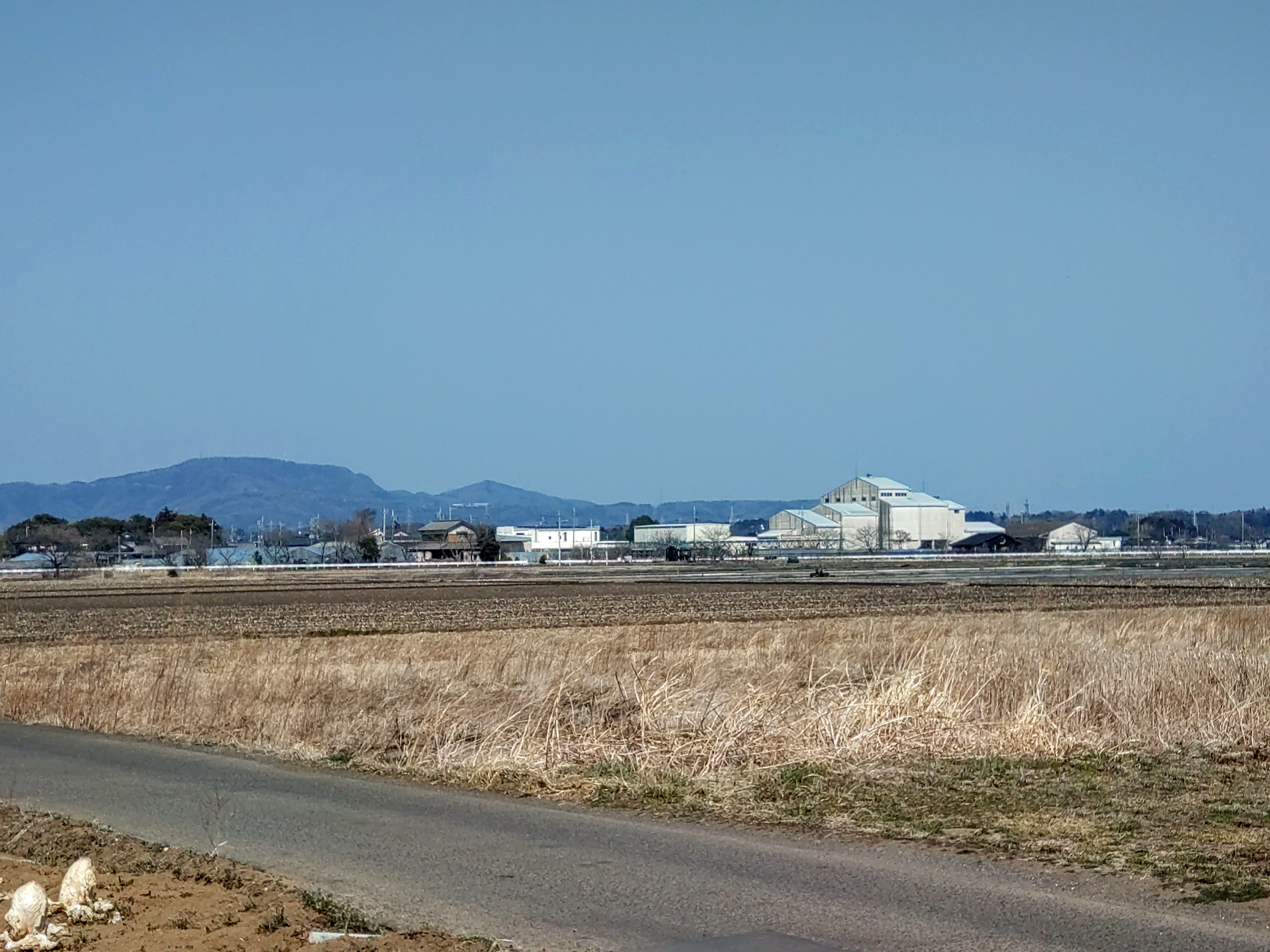
島古来の周辺にあたる地域（2022年3月）

## 歴史

### 中世まで
室町時代には古来郷が存在し、常陸国の信太荘に属していた。
至徳2年（1385年）10月25日には足利氏満によって、矢作・中村の両郷（いずれも現在は土浦市）と共に明月院に寄進されている。
文禄年間の太閤検地に伴い信太郡に属するようになる。戦国時代末期の時点では当地は結城領であった。

### 近世
江戸時代には古来村が存在し、村内は本古来（）と島古来（）に分かれていた。水戸街道中村宿の定助郷村であった。
はじめは信太郡に属していたが、寛永年間から延宝年間にかけては新治郡に属していた。慶長9年（1604年）からは麻生藩領に、延宝4年（1675年）からは幕府領に、さらに元禄11年（1698年）からは土浦藩土屋氏の城付領になる。城付領は東西南北の4つの郷組に分かれていたが、古来村はそのうちの南郷に属していた。
『元禄郷帳』・『天保郷帳』・『旧高簿』ともに477石余と記載されている。
明和7年（1770年）には名主の不正をめぐり、小前百姓39人による村方騒動が発生した。

### 近代
明治4年（1871年）7月に土浦県の管轄となり、明治8年（1875年）には茨城県の管轄となった。明治11年（1878年）に茨城県新治郡が設置されたことに伴い、古来村は同郡の所属となる。
明治22年（1889年）の町村制施行により栄村の大字となる。

### 現代
昭和30年（1955年）に、栄村が栗原村・九重村と合併して桜村が発足したことにより、当地は桜村に属するようになる。
昭和45年（1970年）に当地の一部が花室・上ノ室・吉瀬に編入され、同時に吉瀬と土浦市矢作町の各一部を編入する。
昭和62年（1987年）に、桜村が筑波郡谷田部町・豊里町・大穂町と合併してつくば市が発足したことにより、当地はつくば市に属するようになる。

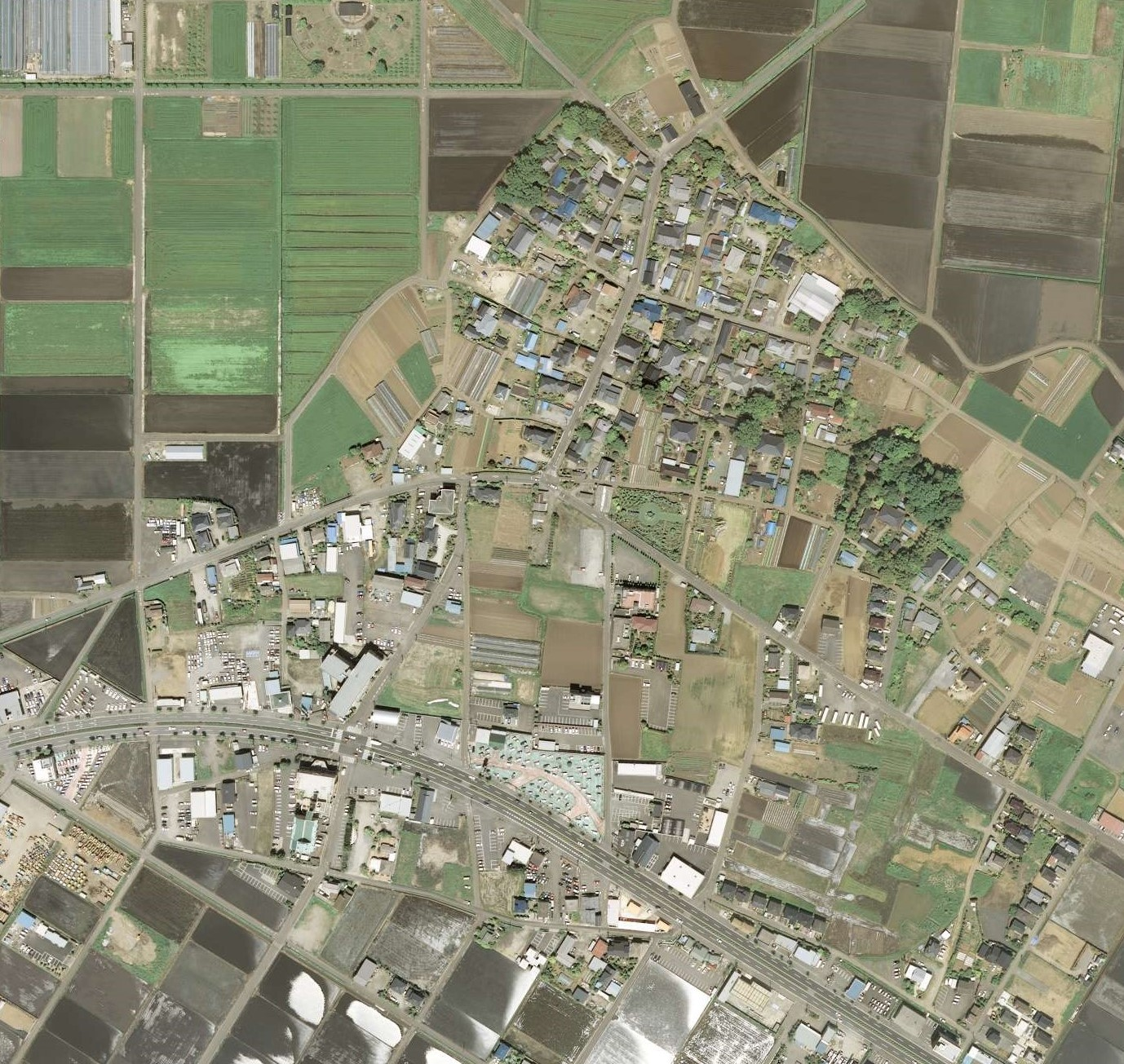
本古来周辺の航空写真（国土交通省 国土地理院 地図・空中写真閲覧サービスの空中写真を基に作成、2008年5月撮影）
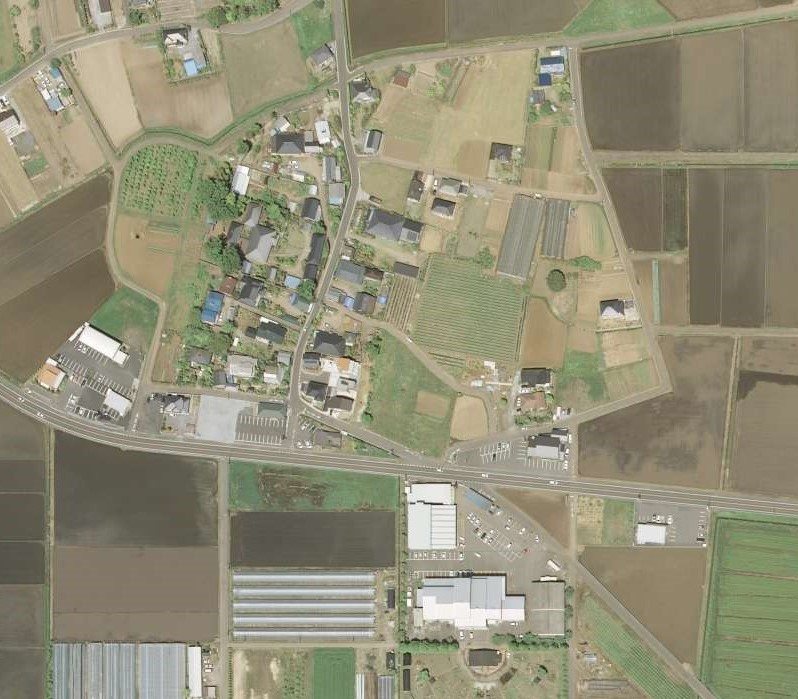
島古来周辺の航空写真（国土交通省 国土地理院 地図・空中写真閲覧サービスの空中写真を基に作成、2008年5月撮影）

### 世帯数と人口の変遷
| 時点                     | 名称   | 世帯数      | 人口（人） | 出典         |
| ------------------------ | ------ | ----------- | ---------- | ------------ |
| 元禄4年（1691年）        | 古来村 | 029（家数） | 237        | [ 11 ]       |
| 享保6年（1721年）        | 古来村 | 031（家数） | 277        | [ 11 ]       |
| 元文5年（1740年）        | 古来村 |             | 295        | [ 11 ]       |
| 天保9年（1838年）        | 古来村 | 044（家数） | 252        | [ 11 ]       |
| 文久1年（1861年）        | 古来村 | 048（家数） | 296        | [ 11 ]       |
| 江戸時代（『県方集覧』） | 古来村 | 051（家数） | 262        | [ 9 ]        |
| 1891年（明治24年）       | 古来   | 059（戸数） | 309        | [ 1 ] [ 15 ] |
| 1980年（昭和55年）       | 古来   | 110         | 465        | [ 7 ]        |
| 2015年（平成27年）10月   | 古来   | 226         | 689        | [ 8 ]        |
| 2022年（令和4年）2月     | 古来   | 330         | 823        | [ 3 ]        |

## 産業
江戸時代の古来村の御用留類には、享保20年（1735年）の時点で稲、大麦、小麦、大豆、小豆など10品目の穀物を村内で生産している旨が記されている。村内では商工業は発達せず、農間余業者は享保9年（1724年）の時点で2人だけであった。
2015年（平成27年）の国勢調査によると、古来における15歳以上の就業者数は346人である。業種別では卸売業・小売業が43人で最も多く、医療・福祉が42人、製造業が41人、建設業が24人、宿泊業・飲食サービス業が24人と続く。
2016年（平成28年）の経済センサスによると、古来における全事業所数は63、従業者数は743人である。事業所の内訳は多い順に、建設業と小売業が各13、宿泊業・飲食サービス業が9、生活関連サービス業・娯楽業が6、サービス業が5、卸売業が4、製造業が3、不動産業と医療業が各2、農業、情報通信業、道路貨物運送業、専門サービス業、教育・学習支援業、協同組合が各1事業所となっている。

## 小・中学校の学区
市立小・中学校に通う場合、古来全域がつくば市立栄小学校・つくば市立桜中学校の学区となる。

## 交通

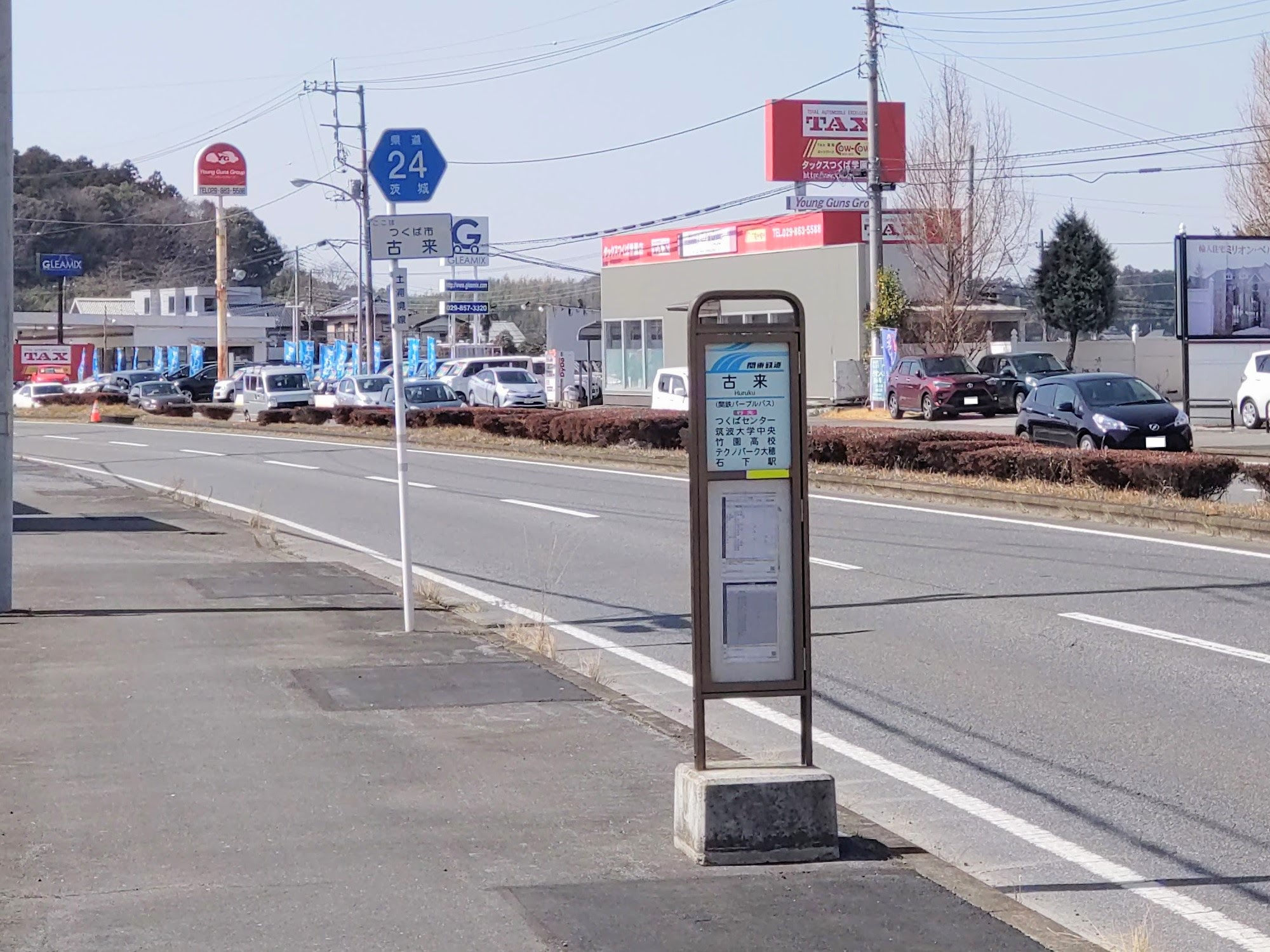
茨城県道24号土浦境線（土浦学園線）上にある古来バス停（2022年3月）

### バス
- 古来バス停（関東鉄道）[6][22]
  - つくばセンター、石下駅、研究学園駅、つくばテクノパーク大穂方面[23]
  - 土浦駅西口、土浦一高、土浦駅東口方面[23]

### 乗合タクシー
- つくタク - 2022年10月現在、古来地区内の乗降場所は「古来集落センター」・「古来南」の2か所である[24]。

### 道路
- 茨城県道24号土浦境線（土浦学園線）および旧道[6][7]
- 茨城県道128号土浦大曽根線[6]

## 施設
- JAつくば市 桜農産物直売所[6][25]
- つくば橋本眼科[26]
- 大見クリニック[27]
- つくばローズガーデン（藤澤邸）[28][29]

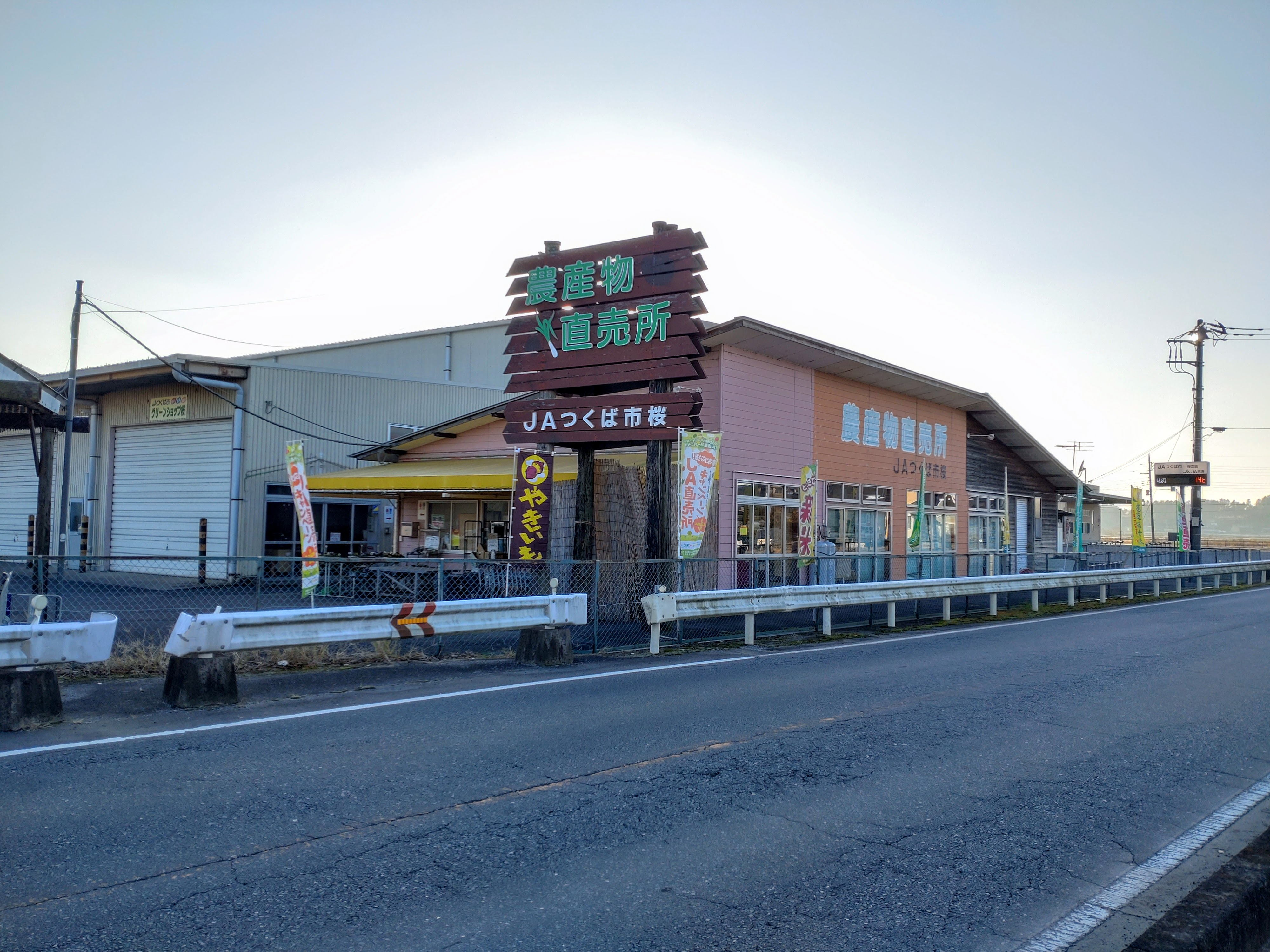
JAつくば市 桜農産物直売所（2021年12月）

- つくばインターナショナルクリスチャンアッセンブリー教会[30][31]

## 史跡
- 古来遺跡[1] - 字寺山（）にある遺跡で、館跡とみられる[9][32]。
- 古来館跡[1][33] - 字館山（）にある[9]。
- 鹿島神社[9][34] - 同名の神社が本古来と島古来の2か所に存在する[6]。

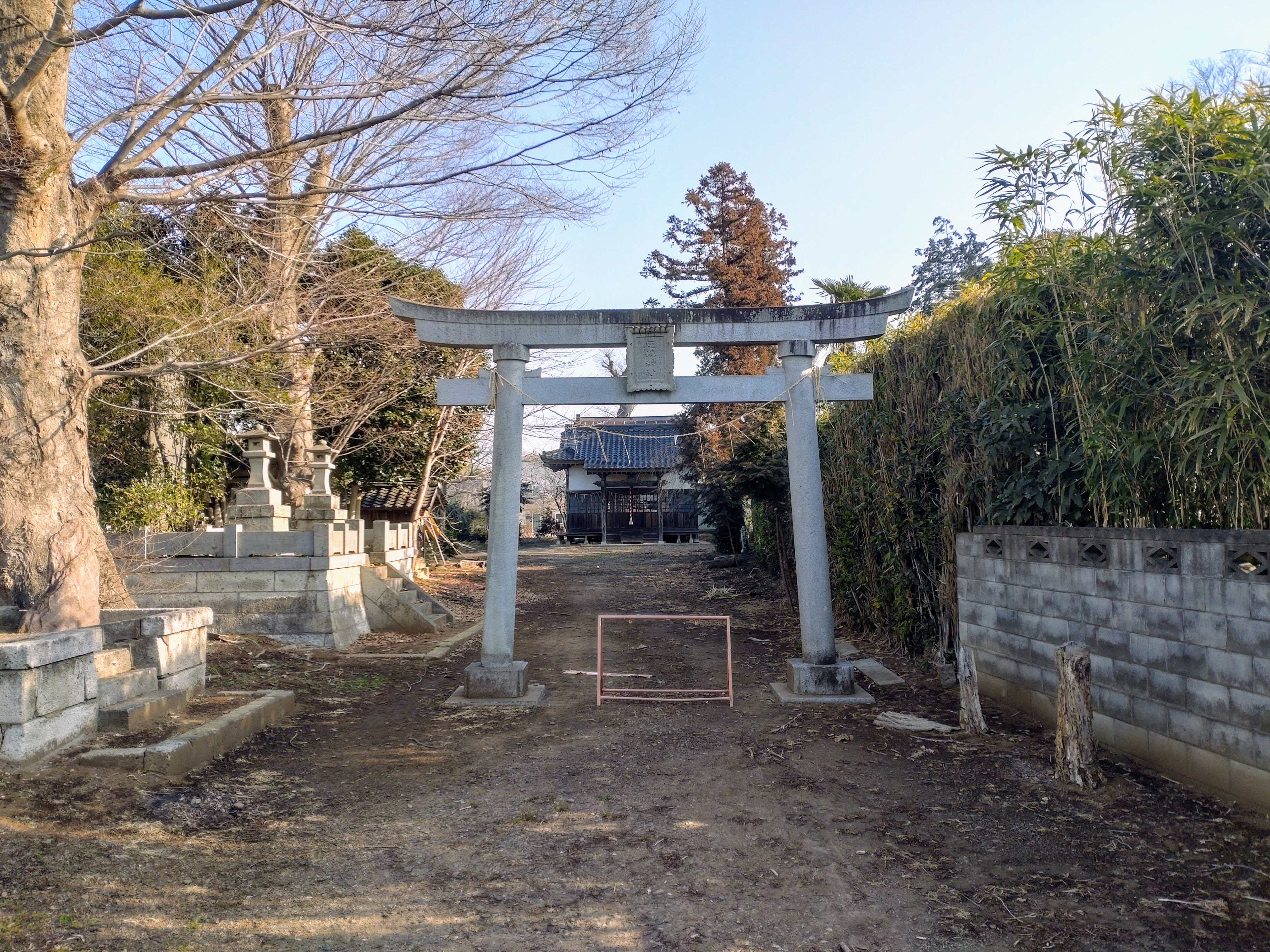
本古来の鹿島神社（2022年3月）
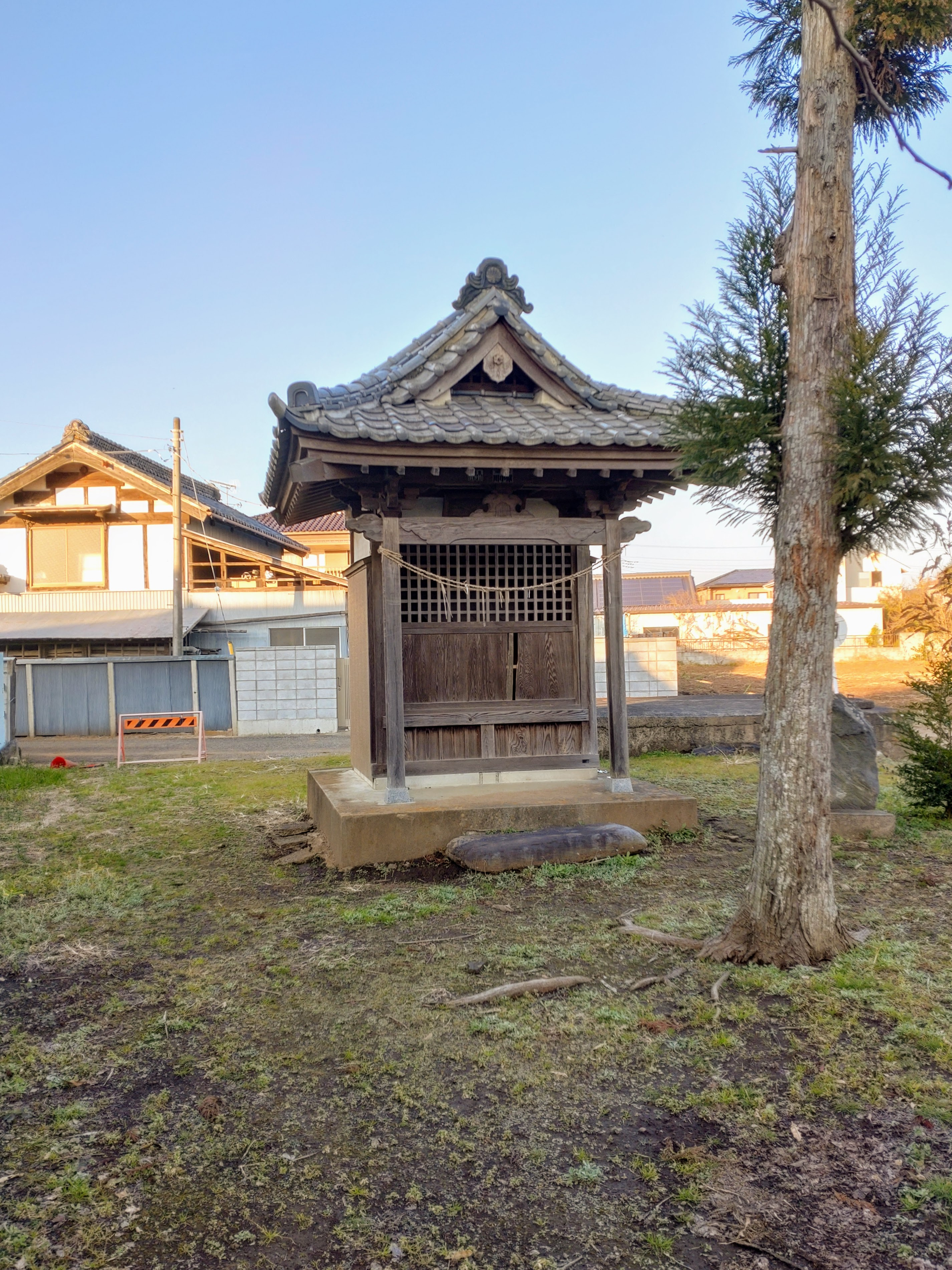
島古来の鹿島神社（2021年12月）

### 弥陀三尊像板碑

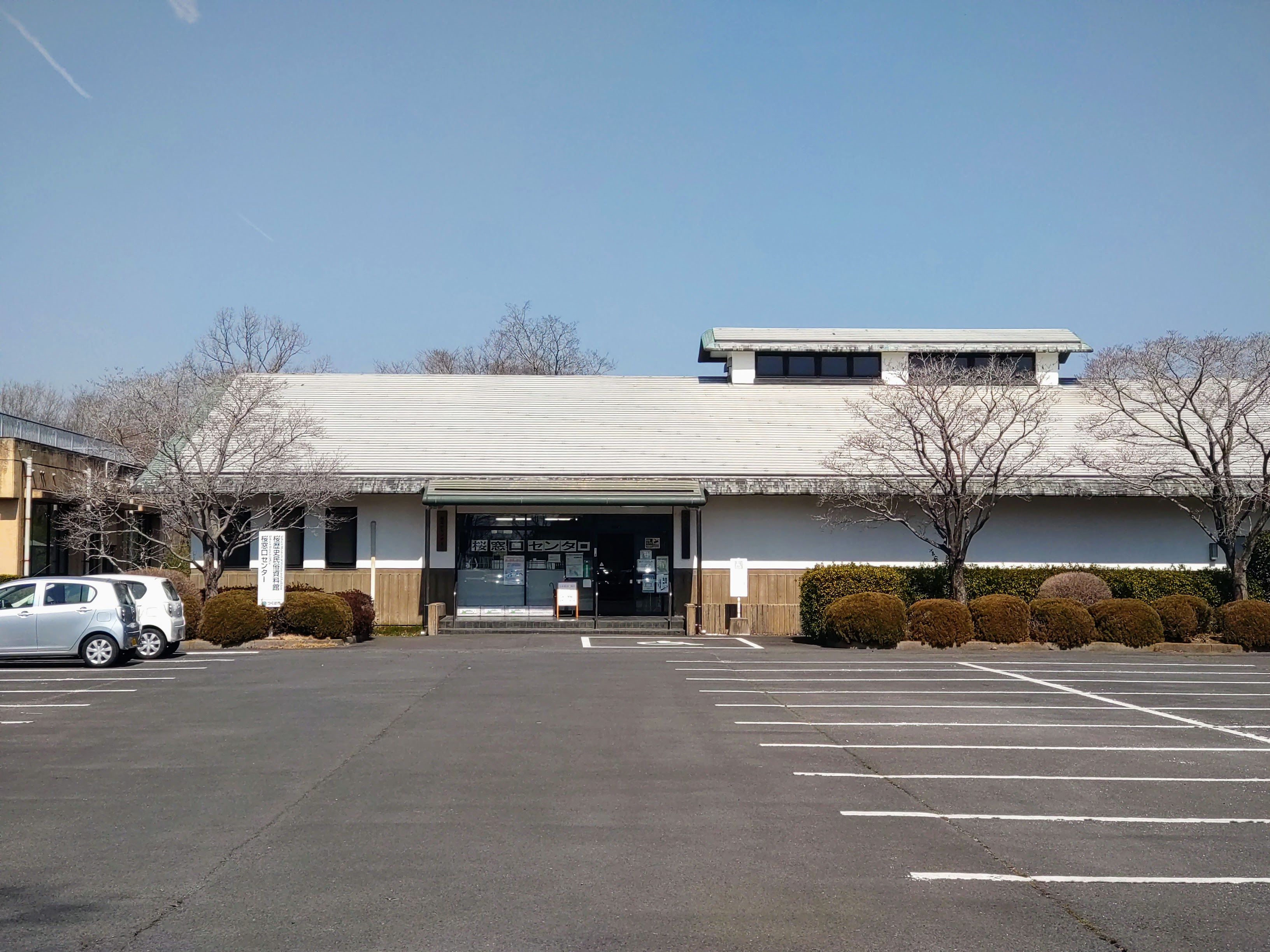
弥陀三尊像板碑を保管・展示している桜歴史民俗資料館（つくば市流星台、2022年3月）

弥陀三尊像板碑は、かつて古来の公民館で保存されていた板碑で、「古来の板碑」という呼称で知られている。元々は阿弥陀川と呼ばれる小川の脇に設置されていたとされる。2019年2月現在は、つくば市流星台にある桜歴史民俗資料館で保管・展示されている。
秩父産の緑泥片岩製で、高さ2.12メートル、幅0.58メートル、厚さ0.75メートルの大きさがある。筑波山麓の一帯では平沢で産出される雲母片岩を板碑の材質に用いる場合が多く、この板碑のように遠い産地の緑泥片岩を用いることは稀であるという。
碑の上半分には阿弥陀三尊像が刻まれており、下半分には行書体で願文、願主名、そして文永9年（1272年）2月8日の銘が彫られている。彫刻は周辺地域では類を見ないほど精巧であり、美術的価値は高いとされる。
昭和30年（1955年）11月25日に茨城県指定有形文化財（考古資料）に指定されている
。

## 当地出身の人物
- 久松静児 - 映画監督[7]